# Gabriella Tóth (Fußballspielerin)
Gabriella Tóth (* 16. Dezember 1986 in Debrecen) ist eine ungarische Fußballspielerin.

## Karriere

### Vereine
Tóth startete ihre Karriere in der Jugend des Debreceni VSC, wo sie 2002 in die erste Mannschaft aufrückte. Nach zwei Jahren in der höchsten ungarischen Liga, wechselte sie zum Ligarivalen Viktória FC-Szombathely. Mit der Mannschaft wurde sie ungarische Meisterin und gewann zweimal den ungarischen Pokal. Tóth wechselte im Juli 2010 gemeinsam mit Landsfrau Erika Szuh zum 1. FC Lokomotive Leipzig, mit der Mannschaft ist sie 2011 in die Bundesliga aufgestiegen.
Die Mittelfeldspielerin wechselte nach der Auflösung des 1. FC Lokomotive Leipzig, wiederum mit Landsfrau Erika Szuh, zum Ligarivalen 1. FC Lübars, mit dem sie 2014/15 die Meisterschaft in der 2. Bundesliga Nord errang. Kurz darauf wechselte sie zum Bundesligaaufsteiger Werder Bremen. Nach siebenjähriger Zugehörigkeit, gelangte sie nicht weit von Bremen entfernt zum SV Grün-Weiß Beckedorf in Schwanewede, für den sie in der Saison 2022/23 spielte, bevor sie sich nach Berlin begab, um für den in der drittklassigen Regionalliga Nordost vertretenen Türkiyemspor Berlin zu spielen. 

### Nationalmannschaft
Tóth bestritt seit ihrem Länderspieldebüt am 24. April 2004 (0:6 gegen die Nationalmannschaft Frankreichs) 84 Länderspiele für die A-Nationalmannschaft und erzielte drei Tore. Diese gelangen ihr jeweils gegen die Nationalmannschaft Irlands am 2. und 10. Juli 2009 bei der 2:3-Niederlage und beim 3:2-Sieg.

## Erfolge
- Ungarischer Meister 2009
- Ungarischer Pokalsieger 2008, 2009
- Zweiter 2. Bundesliga 2011 und Aufstieg in die Bundesliga
- Meister 2. Bundesliga Nord 2015